# Victoria (Rumænien)
 For alternative betydninger, se Victoria. (Se også artikler, som begynder med Victoria)
Victoria (udtale: vikˈtori.a; ungarsk: Viktóriaváros) er en by i den vestlige del af Brașov, Transsylvanien, Rumænien, nær Făgăraș Bjergene. Den havde et indbyggertal på 7.067 ved folketællingen i 2011.
I 1939 underskrev den rumænske stat en kontrakt med det tyske firma Ferrostaal fra Essen om at bygge en fabrik (kaldet "Ucea") på det sted, hvor det nuværende Victoria ligger. Kontrakten blev annulleret, efter at Rumænien erklærede Tyskland krig i 1944 under Anden Verdenskrig.
Byggeriet af byen begyndte i 1949, og den havde de foreløbige navne "Colonia Ucea" og "Ucea Roșie" (Red Ucea), for så i november 1954 at blive ændret til Victoria.